# Michael Ruse
Michael Ruse (ur. 21 czerwca 1940 w Birmingham,  zm. 1 listopada 2024) – filozof zatrudniony na Stanowym Uniwersytecie Florydy. Zajmował się głównie filozofią biologii oraz pogodzeniem darwinizmu (teorii ewolucji) z chrześcijaństwem. Doctor honoris causa m.in. Uniwersytetu w Bergen, Uniwersytetu Nowego Brunszwiku i McMaster University.

## Film
Wypowiadał się w filmie dokumentalnym Czy Darwin zabił Boga (Did Darwin Kill God) z 2009 roku.

## Poglądy
Deklarował się jako ateista, jednak odrzucał ruch nowego ateizmu. Przeciwnik kreacjonizmu. 

## Wybrane książki
- The Darwinian revolution (1979) ISBN 0-226-73164-2
- Is science sexist? and other problems in the biomedical sciences (1981) ISBN 90-277-1250-6
- Darwinism defended, a guide to the evolution controversies (1982) ISBN 0-201-06273-9
- Sociobiology, sense or nonsense? (1st ed. 1979, 2nd ed. 1985) ISBN 90-277-1798-2
- Taking Darwin seriously: a naturalistic approach to philosophy (1986) ISBN 0-631-13542-1
- Homosexuality: a philosophical inquiry (1988) ISBN 0-631-17553-9
- The Philosophy of biology today (1988) ISBN 0-88706-911-8
- The Darwinian paradigm: essays on its history, philosophy and religious implications (1989) ISBN 0-415-08951-4
- Evolutionary naturalism: selected essays (1995) ISBN 0-415-08997-2
- Monad to man: the concept of progress in evolutionary biology (1996) ISBN 0-674-58220-9
- But is it science? the philosophical question in the creation/evolution controversy (1996) (ed.) ISBN 0-87975-439-7
- Mystery of mysteries: is evolution a social construction? (1999) ISBN 0-674-00543-0
- Biology and the foundation of ethics (1999) ISBN 0-521-55923-5
- Can a Darwinian be a Christian? the relationship between science and religion (2001) ISBN 0-521-63716-3
- The evolution wars: a guide to the debates (2003) ISBN 1-57607-185-5
- Darwin and Design: Does evolution have a purpose? (2003) ISBN 0-674-01631-9
- The Evolution-Creation Struggle (2005) ISBN 0-674-01687-4
- Darwinism and its Discontents (2006) ISBN 0-521-82947-X
- Philosophy after Darwin (2009) ISBN 0-691-13553-3
- Defining Darwin: Essays on the History and Philosophy of Evolutionary Biology (2009) ISBN 1-59102-725-X
- Science and Spirituality: Making room for faith in the age of science (2010) ISBN 0-521-75594-8
- The Philosophy of Human Evolution (2012) ISBN 0-521-11793-3
- Ateizm. Co każdy powinien wiedzieć, tłumaczenie Tomasz Sieczkowski, Wydawnictwo Uniwersytetu Łódzkiego (2016) ISBN 978-83-8088-230-0